# Fultella
Fultella – apodema edeagusa samców muchówek z rodziny Tephritidae.
Apodema ta wyróżnia się posiadaniem dwóch bocznych wyrostków sięgających do hypandrium.